# Ludisia
Ludisia – rodzaj roślin z rodziny storczykowatych (Orchidaceae). Obejmuje 2 gatunki występujące w Azji Południowo-Wschodniej w takich krajach i regionach jak: Borneo, Kambodża, Chiny, Hajnan, Laos, Mjanma, Malezja Zachodnia, Filipiny, Sumatra, Tajlandia, Wietnam.

## Systematyka
Rodzaj sklasyfikowany do podplemienia Goodyerinae w plemieniu Cranichideae, podrodzina storczykowe (Orchidoideae), rodzina storczykowate (Orchidaceae), rząd szparagowce (Asparagales) w obrębie roślin jednoliściennych.
Wykaz gatunków
- Ludisia discolor (Ker Gawl.) Blume
- Ludisia ravanii Cootes & G.Tiong